# Кіт Гарінґ
Кіт Гарінґ (англ. Keith Haring; нар. 4 травня 1958 — пом. 16 лютого 1990) — американський художник, скульптор та громадський діяч, чия робота була відповіддю вуличній культурі Нью-Йорку 80-х років.

## Дитинство
Народився в місті Редінгу (Пенсильванія), ріс у місті Куцтаун того ж штату, з мамою, Джоан Гарінґ, та батьком Аленом Гарінґом, карикатуристом. Також в нього були три молодші сестри, Кей, Керен та Крістен. Батьки Кіта хотіли назвати всіх дітей іменами, які починаються з літери К. Гарінґ цікавився мистецтвом з раннього віку. З 1976 по 1978 рік він навчався комерційного мистецтва у художній школі в Піттсбургу. Невдовзі він втратив інтерес до комерційного мистецтва і почав вивчати витончені мистецтва.
У віці 19 років, 1978 року, Гарінґ переїхав в Нью-Йорк, де його надихнуло мистецтво графіті. Навчався у School of Visual Arts на Мангеттені, де вивчав живопис, семіотику, відео арт і мистецтво перформансу.

## Кар'єра

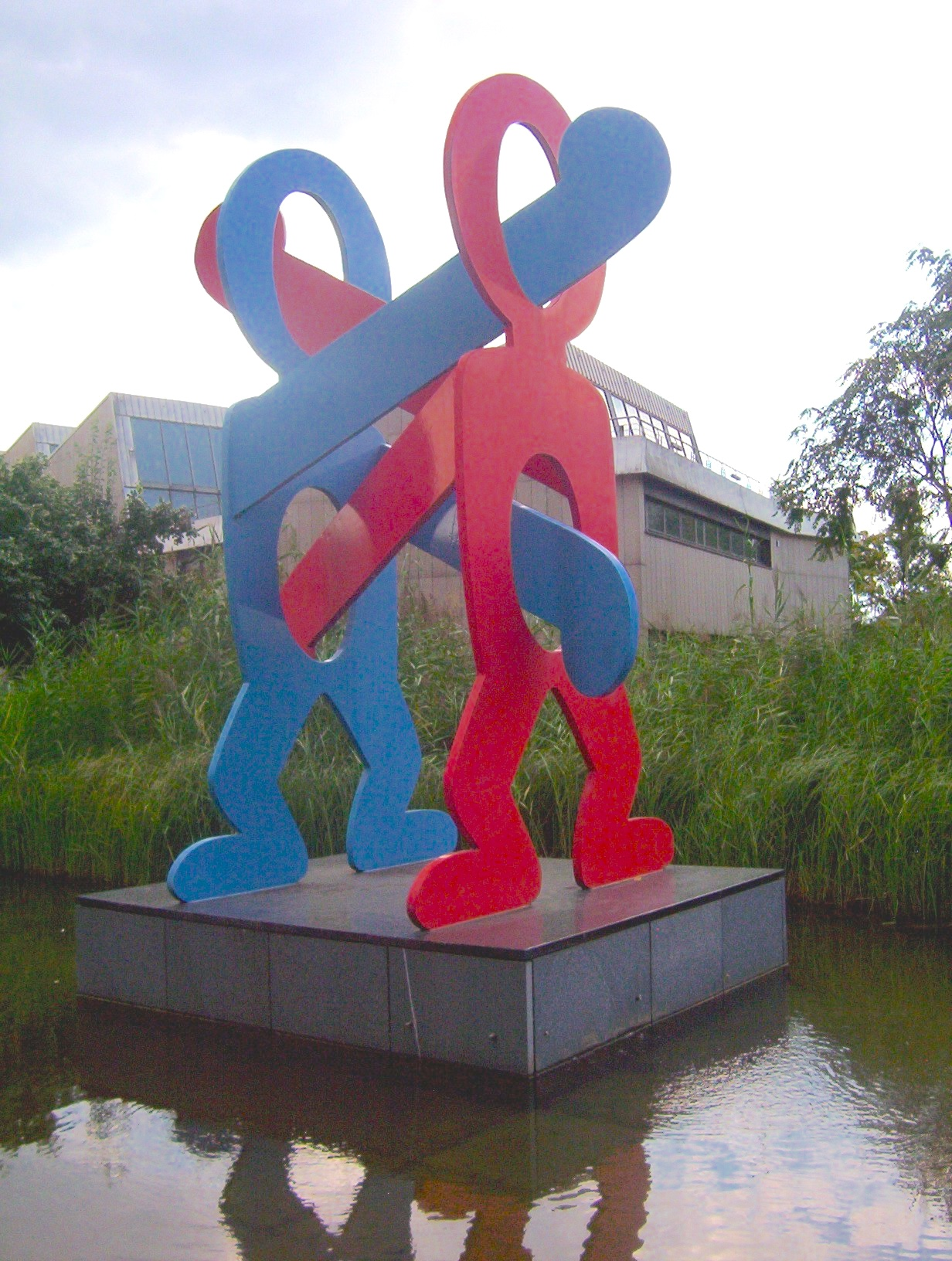
Боксери у Берліні, 1987

Вперше привернув публічну увагу своїми малюнками крейдою в метрополітені Нью-Йорка (паблік-арт). Це були його перші визнані твори поп-арту. Виставку фотографував Сенг Квонг Чі. Десь в той час малюнок «The Radiant Baby» став його символом. Його жирні лінії, яскраві кольори, та активні фігурки несли чітке повідомлення життя та єднання.
Починаючи з 1980-того він організовував виставки в Клубі 57. Він брав участь у виставці на Таймс Сквер, і вперше тоді намалював тварин, та людські обличчя. У 1981 він зробив ескізи своїх перших крейдяних малюнків на чорному папері, розфарбованому пластику, металі та підручних об'єктах.
У 1984 році Кіт Гарінґ відвідав Австралію і деякий час працював в Мельбурні та Сіднеї.
Кіт Гарінґ товаришував з Жаном-Мішелем Баскія, Кенні Шарфом, Енді Ворголом та Мадонною, співпрацював з Вільямом Берроузом, Тімоті Лірі, Ґрейсом Джонсом та Йоко Оно.

## Особисте життя, смерть та спадок
Гарінґ був відкритим геєм та використовував свою роботу задля пропаганди безпечного сексу. У 1988 у нього було діагностовано ВІЛ. Гарінґ помер 16 лютого, 1990 від ускладнень пов'заних зі СНІДом. Після того як він дізнався, що хворий, став намагатися активно допомагати людям, яких торкнулася проблема СНІДу. Це було інформування, заклики до суспільства, а також активна участь в організації різних благодійних заходів. За рік до смерті Гарінґ створив фонд свого імені, вклавши у нього велику суму. Завданням фонду є допомога хворим на СНІД і різним дитячим організаціям, він продовжує роботу і в наші дні.

## Галерея

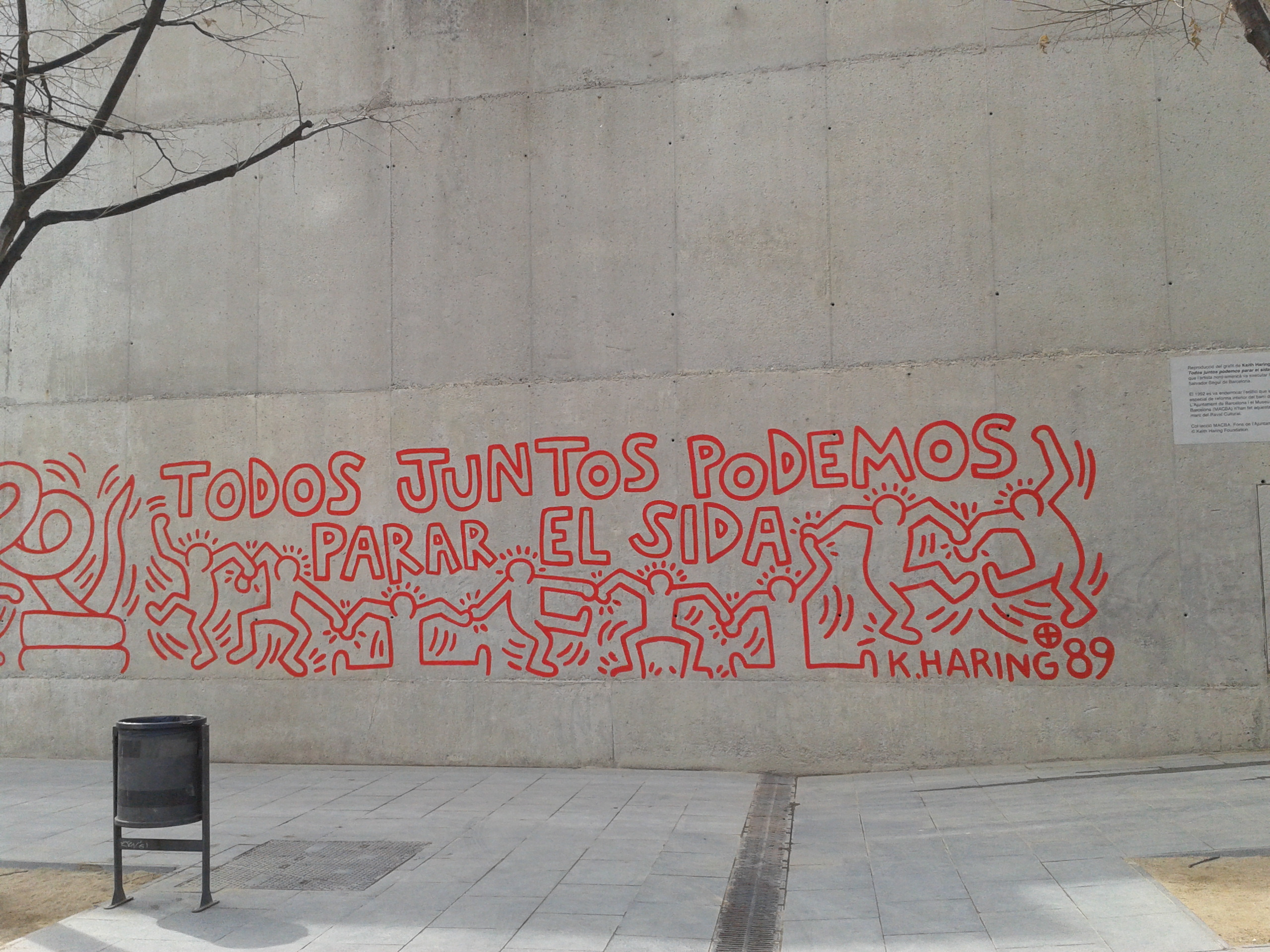
Графіті в Барселоні
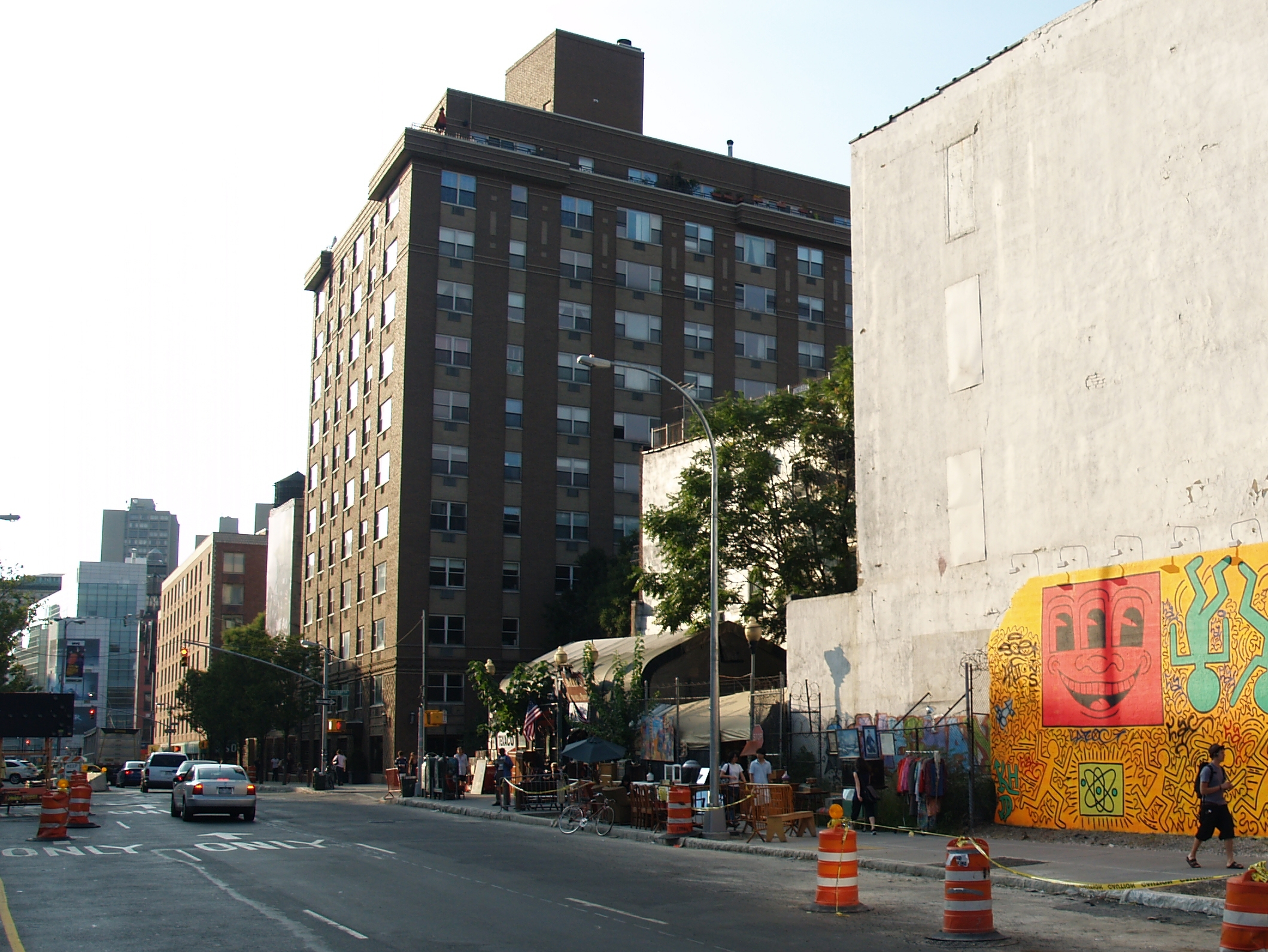
Графіті в Нью-Йорку
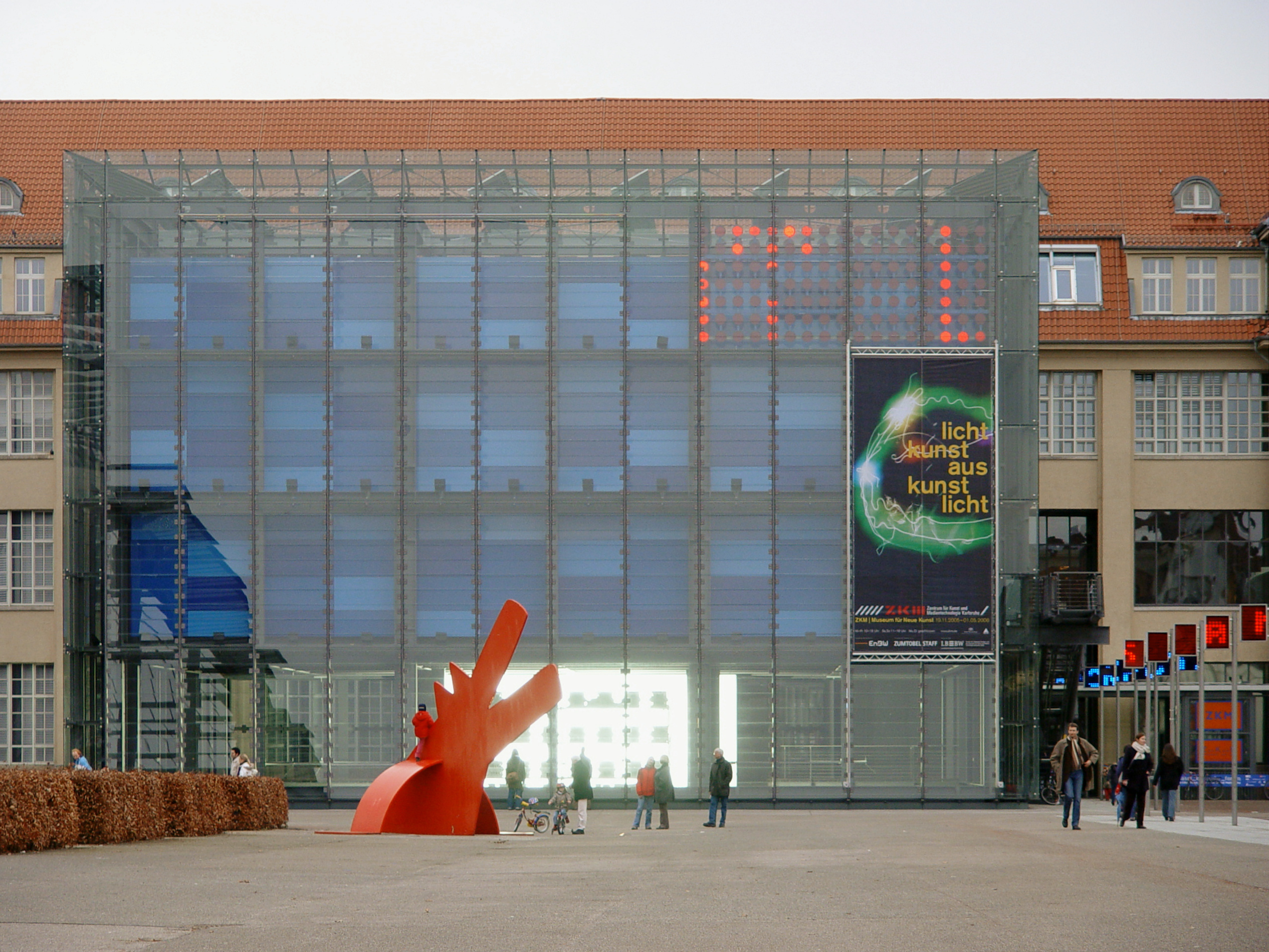
«Червоний пес» у Карлсруе, Німеччина, 1985
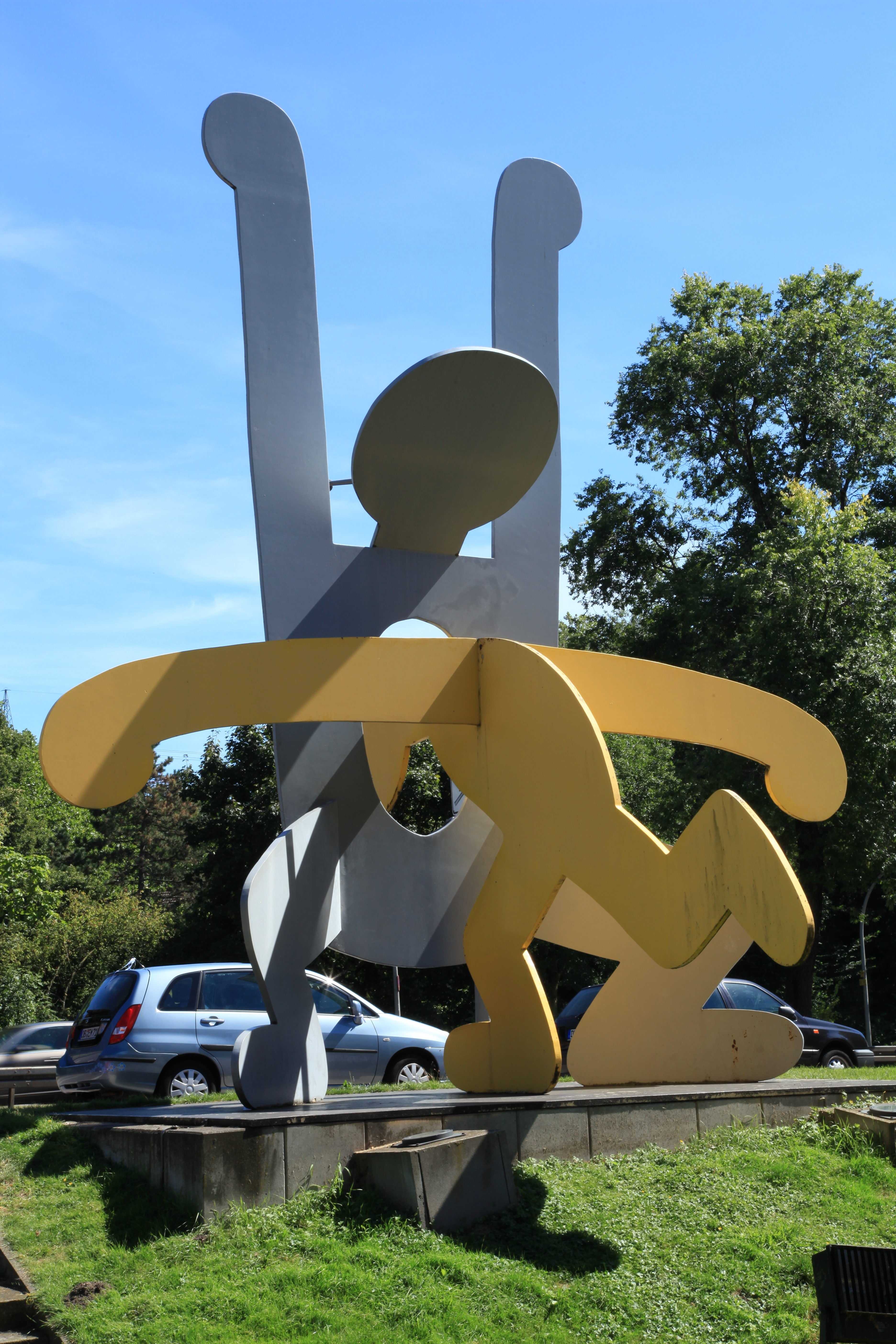
«Голова крізь тумбочку» в Оберхаузені, Німеччина